# Eeuwigheid (boek)
Eeuwigheid (1987), geschreven door Greg Bear is het vervolg op het sciencefictionboek Eon.

## Samenvatting
Op de Aarde die verwoest is door een kernoorlog, werken de mensen uit de toekomst en de overlevenden van de oorlog samen aan de wederopbouw. Dit gaat met conflicten gepaard omdat de mensen uit de toekomst vanwege hun technologische voorsprong de leiding op zich genomen hebben. Ook is er tussen de mensen uit de toekomst onenigheid of ze moeten blijven om de Aarde te helpen of de Weg, die opening in de ruimte-tijd, moeten heropenen om te vertrekken. Ondertussen wordt een alternatieve Aarde, waar de wiskundige uit Eon is heen gegaan, slachtoffer van de Jarts, een niet-menselijke intelligente soort, die vijandig staan tegenover de mensheid. Een agent van de regering van de mensen uit de toekomst doet een gevaarlijke poging om in de geest van een gevangengenomen Jart te dringen. Dan komen er mensen van het einde van de tijd en zij dwingen de mensen en de Jarts vrede te sluiten en de Weg te vernietigen.